# Шилов, Виталий (спортсмен)
Виталий Шилов (29 мая 1988) — российский лыжник и биатлонист, призёр чемпионата России по биатлону. Мастер спорта России.

## Биография
В детстве занимался лыжным спортом, воспитанник московской ДЮСШ № 81 «Бабушкино», тренер — Юрий Михайлович Каминский. Неоднократный призёр первенств России по лыжным гонкам в младших возрастах, в том числе двукратный победитель Спартакиады учащихся России 2005 года в спринте и эстафете, победитель первенства России 2004 года в гонке на 10 км. В 2008 году принимал участие в юниорском чемпионате мира в Италии, стартовал только в гонке на 10 км классикой, где занял 33-е место.
На взрослом уровне на чемпионатах России по лыжным гонкам лучший результат — 12-е место в спринте в 2009 году.
Принимал участие в гонках Кубка Восточной Европы.
По окончании сезона 2008/09 перешёл в биатлон. Представлял Тюменскую область, ЦСП г. Тюмени и спортивное общество «Динамо».
На чемпионате России по биатлону в 2010 году стал бронзовым призёром в гонке патрулей в составе сборной Тюменской области.
Завершил профессиональную карьеру в начале 2010-х годов.